# 鞭木由行
鞭木 由行（むちき よしゆき、1950年2月19日 - ）は、日本の牧師、聖書学者、神学校教師、Ph.D。

## 経歴
- 1950年 東京都生まれ[1]。両親とも東京の出身で小学生の時東京に戻る。
- 1968年 18歳で浜田山キリスト教会にて入信、洗礼を受ける。
- 1972年 法政大学文学部哲学科卒業、
- 1975年 聖書宣教会・聖書神学舎卒業
- ゴードン・コンウェル神学校卒（旧約聖書学号修士取得）
- ジョンズ・ホプキンズ大学大学院古代中近東学科卒業（エジプト学修士号取得）
- リバプール大学大学院古代中近東学科卒業（Ph.D取得）
- 1981年 - 1983年 小川キリスト教会牧師
- 1990年 - 2009年3月 日本福音キリスト教会連合・生田丘の上教会牧師
- 2009年4月 - 2017年3月 聖書宣教会校長

## 現在
- 聖書宣教会校長兼教師
- 明治学院大学非常勤講師

## 著書
- Egyptian Proper Names and Loanwords in North-West Semitic (Scholars Press,1999)
- 『安息日と礼拝 - 礼拝が礼拝であるために』（いのちのことば社） 1999年
- 『聖書が本当に言っていること』（NOA企画） 2000年
- 『はじめての信仰問答』（いのちのことば社、CS成長センター） 2009年
- 『だから、こう祈りなさい』（いのちのことば社、CS成長センター） 2010年
- 『子どもも一緒の礼拝』（いのちのことば社） 2012年

### 共著
- 『礼拝の聖書的理解を求めて』（共著、いのちのことば社） 2002年
- 『聖餐の聖書的理解を求めて』（共著、いのちのことば社） 2003年
- 『賛美の聖書的理解を求めて』（共著、いのちのことば社） 2004年

## 翻訳
- 『聖書の教理と神学の学びのための基本聖句集』（ジョン・デイビス、鞭木幸子共訳、聖書同盟）
- 「古代中近東知恵文学と聖書」（ケネス・キチン、日本オリエント学会、『オリエント』第37巻）
- 『聖書時代の秘宝』（アラン・ミラード、法政大学出版局） 2004年
- 『教会とは何か』（ロイドジョーンズ、いのちのことば社） 2005年
- 「アッシリア帝国とユダのヒゼキヤ」（吉村作治編、『ニュートン・アーキオ』第5巻）
- 「旧約聖書人物事典」（新人物往来社、別冊歴史読本、『聖書人物列伝』）